# Parla (Gerichtsbezirk)
Der Gerichtsbezirk Parla ist einer der 21 Gerichtsbezirke in der autonomen Gemeinschaft Madrid.
Der Bezirk umfasst 2 Gemeinden auf einer Fläche von 86,55 km² mit dem Hauptquartier in Parla.

## Gemeinden
| Gemeinde             | Einwohner (2024) | Fläche km² | Dichte Einw./km² | Cod INE | Postleitzahl |
| -------------------- | ---------------- | ---------- | ---------------- | ------- | ------------ |
| Parla                | 134.833          | 24,51      | 5.501            | 28106   | 28980–28984  |
| Pinto                | 56.003           | 62,04      | 903              | 28113   | 28320        |
| Gerichtsbezirk Parla | 190.836          | 86,55      | 2.205            | –       | –            |